# وترستال
وترستال (به فرانسوی: Ottersthal) یک کمون در فرانسه با جمعیت ۷۶۷ نفر است که در Canton of Saverne واقع شده‌است.